# スポーツ出身タレント
スポーツ出身タレント（スポーツしゅっしんタレント）とは、日本におけるタレントの類型であり、現役または引退したスポーツ選手である者を指す。プロフェッショナルスポーツかアマチュアスポーツかは問われない。

## 主なスポーツ出身タレント
広告やテレビ番組やラジオ番組に出演している人も含む（このため一部現役選手も含む）。

### アメリカンフットボール
- コージ・トクダ（元ブリリアン）
- 田谷野亮

### ウェィクボード
- 浅井未来

### ウエイトリフティング
- 八木かなえ[注釈 1]

### カーリング
- 市川美余

### 格闘技（K-1など）
- ボブ・サップ
- RENA
- 井上由美子（羽柴まゆみ）
- 佐竹雅昭
- 吉田秀彦[注釈 1]
- 武蔵
- 永田克彦[注釈 1]
- 沢村忠
- 渡辺久江
- 石井慧[注釈 1]
- 菊田早苗
- 角田信朗
- 長野美香
- 須藤元気
- 風間健
- 魔裟斗

### ゴルフ
- 上田桃子
- 中島常幸
- 丸山茂樹
- 原江里菜
- 古閑美保
- 宮里藍
- 尾崎将司
- 岡本綾子
- 有村智恵
- 服部道子
- 東尾理子
- 横峯さくら
- 石川遼
- 青木功

### サッカー
- セルジオ越後
- ナオト・インティライミ
- パンツェッタ・ジローラモ
- モネール
- ラモス瑠偉
- 中山雅史
- 中西哲生
- 丸山桂里奈[注釈 1]
- 井原正巳
- 前園真聖[注釈 1]
- 北澤豪
- 吉見一星
- 城彰二[注釈 1]
- 大竹七未[注釈 1]
- 宮澤ミシェル
- 小倉隆史
- 小野寺志保[注釈 1]
- 岩本輝雄
- 川上直子[注釈 1]
- 川平慈英
- 本並健治
- 本田泰人
- 松木安太郎
- 武田修宏
- 水内猛
- 永島昭浩
- 石田ミホコ
- 福永泰
- 福田正博
- 福西崇史
- 都並敏史
- 増嶋竜也
- 内田篤人[注釈 1]
- 大久保嘉人[注釈 1]
- 釜本邦茂[注釈 1]
- 阿久津貴志
- 雅-MIYAVI-
- 青山隼
- 中澤佑二
- 槙野智章

### 自転車
- 中野浩一

### 柔道
- 篠原信一[注釈 1]
- 野村忠宏[注釈 1]

### 水泳（競泳・AS・飛込・水球など）
- 中村真衣[注釈 1]
- 保田賢也[注釈 1]
- 奥野史子[注釈 1]
- 宮下純一[注釈 1]
- 小谷実可子[注釈 1]
- 岩崎恭子[注釈 1]
- 木原光知子[注釈 1][注釈 2]
- 木村真野・紗野
- 松田丈志[注釈 1]
- 武田美保[注釈 1]
- 田中雅美[注釈 1]
- 田島寧子[注釈 1]
- 萩原智子[注釈 1]
- 藤本隆宏[注釈 1]
- 鈴木大地[注釈 1]
- 青木愛[注釈 1]
- 馬渕よしの[注釈 1]
- 馬淵優佳
- 渡辺一平[注釈 1]

### スキー複合
- 荻原次晴[注釈 1]

### スピードスケート（ショートトラック含む）
- 三宮恵利子[注釈 1]
- 勅使川原郁恵[注釈 1]
- 岡崎朋美[注釈 1]
- 清水宏保[注釈 1]

### 体操（新体操・トランポリン含む）
- 中田大輔[注釈 1]
- 佐藤弘道
- 信田美帆[注釈 1]
- 内村航平[注釈 1]
- 山﨑浩子[注釈 1]
- 岡崎聡子[注釈 1]
- 廣田遥[注釈 1]
- 森末慎二[注釈 1]
- 池谷幸雄[注釈 1]
- 池谷直樹
- 田中光[注釈 1]
- 田中理恵[注釈 1]
- 畠山愛理[注釈 1]
- 飯作あゆり

### 相撲
- HIRO（安田大サーカス）
- マービンJr.
- 三遊亭歌武蔵
- 両國宏
- 増位山太志郎
- 大富士
- 大至伸行
- 小錦八十吉（コニシキ、KONISHIKI）
- 隆乃若勇紀
- 曙太郎
- 木村晃健
- 武蔵丸親方
- 玄武満
- 琴富士孝也
- 白川裕二郎
- 舞の海秀平
- 花田虎上（若乃花勝）
- 荒勢永英
- 蔵間竜也
- 輪島大士
- 東関親方
- 龍虎勢朋

### 卓球
- 四元奈生美
- 石川佳純[注釈 1]
- 福原愛[注釈 1]
- 水谷隼[注釈 1]
- 平野美宇[注釈 1]

### テニス
- 伊達公子[注釈 1]
- 佐藤直子
- 宮内美澄
- 杉山愛[注釈 1]
- 松岡修造[注釈 1]
- 沢松奈生子[注釈 1]
- 神和住純
- 神尾米
- 錦織圭[注釈 1]
- 坂本怜

### 登山
- 野口健

### 馬術
- 華原朋美

### バスケットボール
- 五十嵐圭
- 伊藤聖子
- 佐々木クリス
- 原田裕花[注釈 1]
- 岡山恭崇
- 田臥勇太
- 石田剛規

### バドミントン
- 潮田玲子[注釈 1]
- 陣内貴美子[注釈 1]

### バレーボール（ビーチバレー含む）
- おにぎり
- 三屋裕子[注釈 1]
- 中垣内祐一[注釈 1]
- 中田久美[注釈 1]
- 吉原知子[注釈 1]
- 坂口佳穂
- 大山加奈[注釈 1]
- 大林素子[注釈 1]
- 川合俊一[注釈 1]
- 柳本晶一[注釈 1]
- 江角マキコ
- 河村めぐみ
- 浅尾美和
- 浦田聖子
- 畑信也
- 益子直美
- 落合真理
- 高橋みゆき[注釈 1]
- 栗原恵[注釈 1]
- 木村沙織[注釈 1]
- 狩野舞子[注釈 1]
- 高橋慶帆

### ハンドボール（ビーチハンドボールを含む）
- 宮﨑大輔
- ヤハラリカ
- 部井久アダム勇樹[注釈 1]

### フィギュアスケート
- 佐野稔[注釈 1]
- 本田武史[注釈 1]
- 小林宏一
- 織田信成[注釈 1]
- 小塚崇彦[注釈 1]
- 無良崇人
- 渡部絵美[注釈 1]
- 伊藤みどり[注釈 1]
- 佐藤有香[注釈 1]
- 八木沼純子[注釈 1]
- 村主章枝[注釈 1]
- 荒川静香[注釈 1]
- 鈴木明子[注釈 1]
- 中野友加里
- 安藤美姫[注釈 1]
- 浅田舞
- 澤山璃奈
- 浅田真央[注釈 1]
- 村上佳菜子[注釈 1]
- 本郷理華
- 本田望結
- 本田紗来
- 高橋成美[注釈 1]
- 羽生結弦[注釈 1]

### プロレス
- AKIRA
- まなせゆうな
- アジャ・コング
- アニマル浜口
- アントニオ猪木
- キューティー鈴木
- サンダー杉山[注釈 1]
- ジャイアント馬場
- ジャガー横田
- ストロング小林（ストロング金剛）
- ダンプ松本
- マッハ文朱
- ミスター雁之助
- ミミ萩原
- ライオネス飛鳥
- 世羅りさ
- 中西学[注釈 1]
- 佐々木健介
- 北斗晶
- 大仁田厚
- 大森ゆかり
- 天龍源一郎
- 安藤あいか
- 宝城カイリ
- 小川直也[注釈 1]
- 川崎亜沙美
- 旧姓・広田さくら
- 府川唯未
- 志田光
- 愛川ゆず季
- 才木玲佳
- 春日萌花
- 松尾永遠
- 松本都
- 永田裕志
- 石川美津穂
- 神取忍
- 納見佳容
- 脇澤美穂（ミホカヨ）
- 船木誠勝
- 藤本つかさ
- 蝶野正洋
- 赤井沙希
- 長与千種
- 長州力[注釈 1]
- 風香
- 高田延彦
- 多和田初美（確変総長）
- 武藤敬司

### ビリヤード
- 江辺香織

### ボウリング
- 中山律子
- 渡辺けあき

### ボートレース
- 芦村幸香

### ボクシング
- たこ八郎
- ガッツ石松
- ジョー山中
- セレス小林
- トミーズ雅
- 亀田興毅
- 井上尚弥
- 井岡一翔
- 井岡弘樹
- 佐藤修（蓮ハルク）
- 八島有美
- 具志堅用高
- 内山高志
- 内藤大助
- 大和心
- 大和武士
- 木幡竜
- 安田由紀奈
- 山崎静代（南海キャンディーズ）
- 島木譲二
- 川島郭志
- 平仲明信[注釈 1]
- 後藤あゆみ
- 星野敬太郎
- 村田諒太[注釈 1]
- 松本亮
- 渡嘉敷勝男
- 畑山隆則
- 竹原慎二
- 薬師寺保栄
- 藤本京太郎
- 赤井英和
- 輪島功一
- 辰吉丈一郎
- 郷司利也子
- 長谷川穂積
- 高野人母美（TOMOMI）
- 黒木優子
- カイちゃん
- 山崎ていじ

### ボディボード
- 白波瀬海来

### モータースポーツ（F-1など）
- ヒロ松下
- 中嶋悟
- 吉本大樹
- 片山右京
- 神子島みか
- 脇阪寿一
- 鈴木亜久里

### 野球
- アニマル・レスリー
- パンチ佐藤
- 元木大介
- 八名信夫
- ギャオス内藤
- 加藤哲郎
- 古田敦也[注釈 1]
- デーブ大久保
- 大沢啓二
- 定岡正二
- 宮本和知[注釈 1]
- 山﨑賢太
- 岩本勉
- 嶋尾康史
- 川藤幸三
- 広沢好輝
- 広澤克実[注釈 1]
- 張本勲
- 掛布雅之
- 新庄剛志
- 星野仙一
- 板東英二
- 栗山英樹
- 槙原寛己
- 江川卓
- 江本孟紀
- 清原和博
- 片岡安祐美
- 石井一久
- 角盈男
- 達川光男
- 野村克也
- 金村義明
- 長嶋一茂
- 長嶋茂雄
- 青島健太
- 里崎智也[注釈 1]
- イチロー
- 杉谷拳士
- 内川聖一
- 赤星憲広
- 真中満

### ライフセービング
- 飯沼誠司

### ラグビー
- 大八木淳史
- 大畑大介
- 天野義久
- 平尾誠二
- 松尾雄治
- 酒井宏之
- 廣瀬俊朗

### 陸上競技（マラソンなど）
- 瀬古利彦[注釈 1]
- 原晋
- 武井壮（十種競技）
- 西田隆維
- 為末大[注釈 1]
- 和田正人
- 谷川真理
- 増田明美[注釈 1]
- 有森裕子[注釈 1]
- 高橋尚子[注釈 1]
- 千葉真子[注釈 1]
- 野口みずき[注釈 1]
- 城下麗奈
- 豊田兼[注釈 1]

### レスリング
- 吉田沙保里[注釈 1]
- 山本美憂
- 浜口京子[注釈 1]